# Хуараче
Хуараче (шп. Huarache) је популарно мексичко јело које се састоји од маса теста са смрсканим пинто пасуљем смештеним у средини пре него што  се добије дугуљасти облик, пржено маса тесто, са разним додацима, укључујући зелену или црвену салсу, лук, кромпир, цилантро и било који облик протеина, као што су млевена говедина или језик, а затим завршени кесо фреском.
Хуараче је такође често упарен са прженим листовима кактуса или Нопалом.
Ово јело је најпопуларније у свом родном граду Мексико Ситију, а продаје се и у градовима са мексичко-америчким становништвом као што су Лос Анђелес, Чикаго, Минеаполис / Њујорк, Сан Франциско, Сан Антонио, Далас  и Хјустон, али још увек нису постали широко доступни широм Сједињених Америчких Држава.

## Галерија
- Припрема хуараче-а
- Припрема хуараче-а

## Рефернеце
1. ↑  „Huarache, Archived”. Архивирано из оригинала 29. 12. 2008. г. Приступљено 09. 03. 2021.
2. ↑  „Huarache Historia”. Архивирано из оригинала 25. 02. 2020. г. Приступљено 09. 03. 2021.